# Enconista rosescens
Enconista rosescens là một loài bướm đêm trong họ Geometridae.